# Oliver Günther

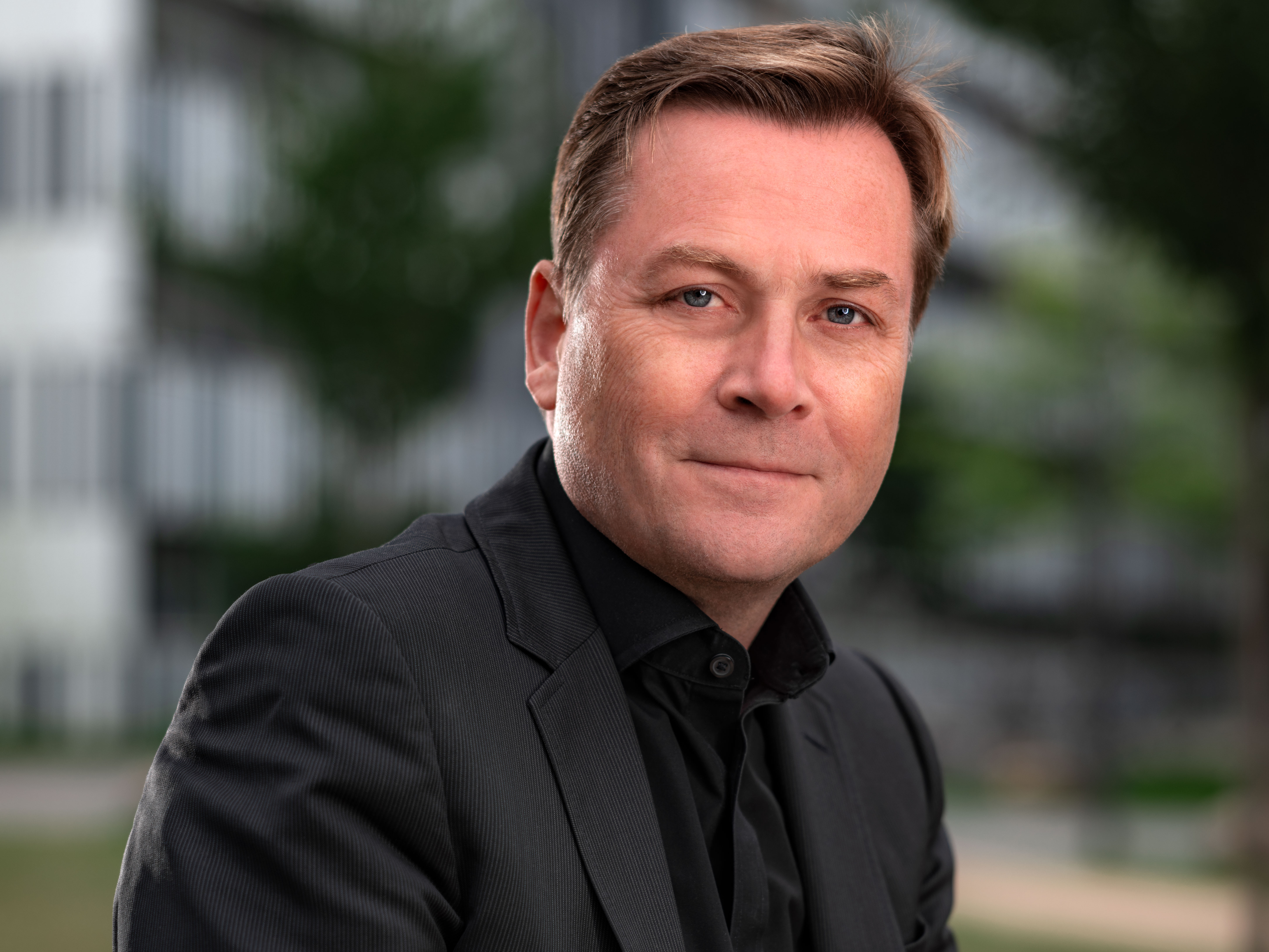
Prof. Oliver Günther (2021)

Oliver Günther (* 22. Oktober 1961 in Stuttgart) ist ein deutscher Wirtschaftsinformatiker und seit 2012 Präsident der Universität Potsdam.

## Ausbildung
Oliver Günther, Sohn des Tanzhistorikers Helmut Günther, war 1979 und 1980 Bundessieger im Bundeswettbewerb Mathematik und legte 1980 sein Abitur am Stuttgarter Eberhard-Ludwigs-Gymnasium ab. Er studierte Wirtschaftsingenieurwesen und Mathematik an der Universität Karlsruhe und schloss dort 1984 als Diplom-Wirtschaftsingenieur ab. Ein Studium der Informatik an der University of California in Berkeley führte 1985 zum Master of Science und 1987 zur Promotion als Ph.D. in Computer Science (Betreuer: Eugene Wong). Er war während seines gesamten Studiums Stipendiat der Studienstiftung des deutschen Volkes.

## Berufliches Wirken
Nach einem Postdoc-Aufenthalt am International Computer Science Institute war Oliver Günther 1988/89 als Assistant Professor (tenure-track) an der University of California in Santa Barbara tätig. Von 1989 bis 1993 leitete er den Bereich „Grundlagen der Wissensverarbeitung/Umweltinformationssysteme“ am Forschungsinstitut für anwendungsorientierte Wissensverarbeitung (FAW) in Ulm. Von 1993 bis 2011 war Günther Professor für Wirtschaftsinformatik an der Humboldt-Universität zu Berlin und ab 2005 auch Dekan der dortigen Wirtschaftswissenschaftlichen Fakultät. Im Januar 2012 übernahm er das Amt des Präsidenten der Universität Potsdam.
Als Wirtschaftsinformatiker befasst sich Günther in seinen Forschungsarbeiten mit der Wirtschaftlichkeit von Informationstechnik, beispielsweise im Kontext von RFID-Anwendungen, mit IT-Strategie, Unternehmenssoftware sowie Datenschutz und Sicherheit. Professor Günther leitete zahlreiche Drittmittelprojekte unter Förderung des BMBF, des BMWi und der DFG. Von 1996 bis 2006 war er Sprecher des Berlin-Brandenburger Graduiertenkollegs „Verteilte Informationssysteme“ (DFG GRK 316). Im Auftrag des Bundesministeriums des Innern koordinierte er von 2009 bis 2014 den Aufbau einer integrierten Geschäftsprozessbibliothek für die deutsche Verwaltung.
Im Laufe seiner wissenschaftlichen Laufbahn war er Gastprofessor an der European School of Management and Technology in Berlin, der École Nationale Supérieure des Télécommunications und dem Pôle universitaire Léonard-de-Vinci in Paris, der University of California at Berkeley und der University of Cape Town. Nebenamtlich ist Günther IT-Strategieberater und war an mehreren Unternehmensgründungen beteiligt, u. a. als Aufsichtsratsvorsitzender des Berliner Voice-Over-IT-Anbieters Poptel AG (1998/99) und CTO des San-Francisco-basierten Cloud-Anbieters TeamToolz (2000/01).

## Politische Äußerungen
Als Günther 2023 nicht nur den Überfall der Hamas auf Israel verurteilte, sondern auch die israelische Siedlungspolitik kritisierte, wies Brandenburgs Ministerpräsident Dietmar Woidke solche Relativierungen öffentlich zurück. Die Thematik wurde in einem späteren ZEIT-Artikel von Günther und dem Präsidenten der University of Haifa, Gur Alroey, noch einmal aufgegriffen.
In der andauernden Diskussion um Reformen des Wissenschaftszeitvertragsgesetzes (WissZeitVG) und befristete Beschäftigungen an Universitäten merkte Günther im Falle von Entfristungen Mehrkosten von mehreren Milliarden Euro an, es sei denn, es würden existierende Promotions- und Postdocstellen zu Dauerstellen konvertiert. Dies löste Widerspruch aus.

## Ehrungen
- 2014 Ehrendoktor (Doctor of Humane Letters honoris causa) der American Jewish University in Los Angeles
- 2018 Mitglied der Deutschen Akademie der Technikwissenschaften acatech[8]
- 2019 Fellow der Gesellschaft für Informatik[9]

## Mitgliedschaften und Ehrenämter
- Mitglied der Gesellschaft für Informatik, von 2012 bis 2014 ihr Präsident
- Mitglied der SPD (seit 1985)
- Vorsitzender des Kuratoriums des Moses-Mendelssohn-Zentrums (MMZ) e. V.[10]

- Mitglied des Kuratoriums des Leibniz-Zentrums für Zeithistorische Forschung Potsdam e. V..(ZZF)[11]
- Mitglied des Kuratoriums des Einstein Forums, Potsdam[12]
- Mitglied des Kuratoriums des Fraunhofer Instituts für Angewandte Polymerforschung (IAP), Potsdam[13]
- Mitglied des Kuratoriums des Leibniz-Instituts für Astrophysik (AIP), Potsdam[14]
- Vorsitzender des Aufsichtsrats der UP Transfer GmbH[15]
- Mitglied des Rotary-Clubs Berlin-Nord
- Stv. Vorsitzender des Stiftungsrats der Stiftung Werner-von-Siemens-Ring[16]
- Vorsitzender der Jury des Voltaire-Preises
- Mitglied des Kuratoriums des Weizenbaum-Instituts[17]
- Vorsitzender der Jury des Innovationspreis Berlin-Brandenburg
- Stv. Vorsitzender des Vorstands von proWissen Potsdam e. V.[18]
- Mitglied des Beirats der Investitionsbank des Landes Brandenburg[19]
- Mitglied der Atlantikbrücke[20]
- Stv. Vorsitzender des Vorstands von proBrandenburg e. V.[21]
- Vorsitzender des Vorstands der Universitätsallianz UA11+ e. V.[22]
- Mitglied des Kuratoriums der Gesellschaft zur Förderung des Forschungstransfers (GFFT)[23]
- Mitglied des Kuratoriums der Potsdamer Bürgerstiftung[24]

## Schriften (Auswahl)
- Die diverse Universität: Gefahr für die Demokratie oder Garantin des Gemeinwohls? Passagen Verlag, Wien 2025. ISBN 978-3-7092-0627-0.
- mit S. Evdokimov und M. Fischmann: Provable Security for Outsourcing Database Operations. In: International Journal of Information Security and Privacy, 4(1), 2010.
- mit B. Fabian: Security Challenges of the EPC Network. In: Communications of the ACM 52(7), 2009.
- mit W. Kletti und U. Kubach: RFID in manufacturing. Springer, Berlin 2008. ISBN 978-3-540-76453-3.
- mit S. Spiekermann: RFID and the Perception of Control: The Consumer’s View. In: Communications of the ACM 48(9):73-76, 2005.
- mit B. Berendt und S. Spiekermann: Privacy in E-Commerce: Stated Preferences vs. Actual Behavior. In: Communications of the ACM 48(4):101-106, 2005.
- mit V. Gaede: Multidimensional Access Methods. ACM Computing Surveys 30(2), 1998.
- Environmental Information Systems. Springer, Berlin 1998. ISBN 3-540-60926-1.